# Jean-Pierre Cortot
Jean-Pierre Cortot (ur. 20 sierpnia 1787 w Paryżu, zm. 12 sierpnia 1843 tamże) – francuski rzeźbiarz w epoce romantyzmu.

## Życiorys
Kształcił się w paryskim warsztacie Charlesa-Antoine’a Bridana. W 1809 otrzymał nagrodę Prix de Rome w dziedzinie rzeźby.

## Ważne dzieła

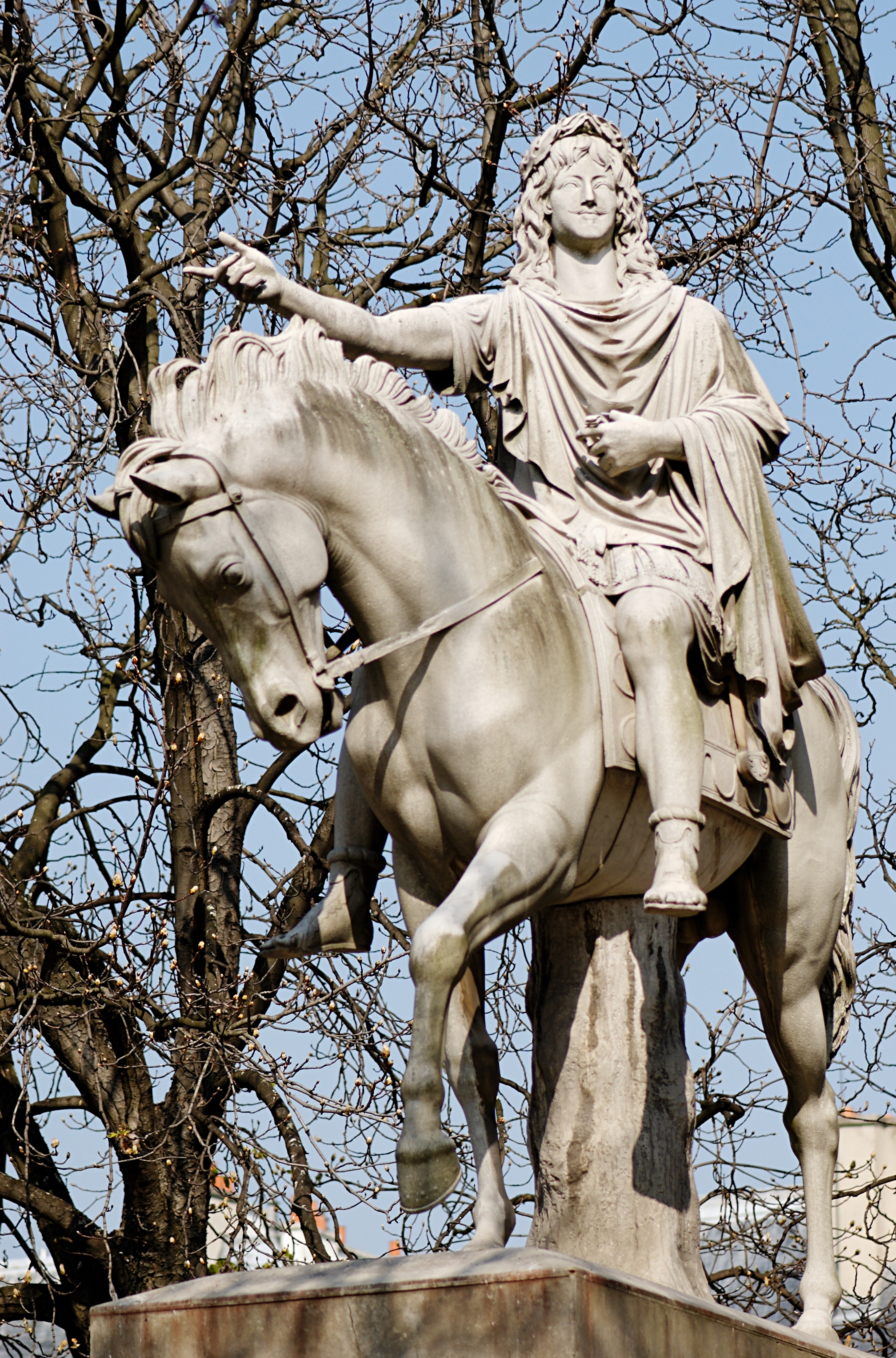
Ludwik XIII, Place des Vosges w Paryżu, 1821
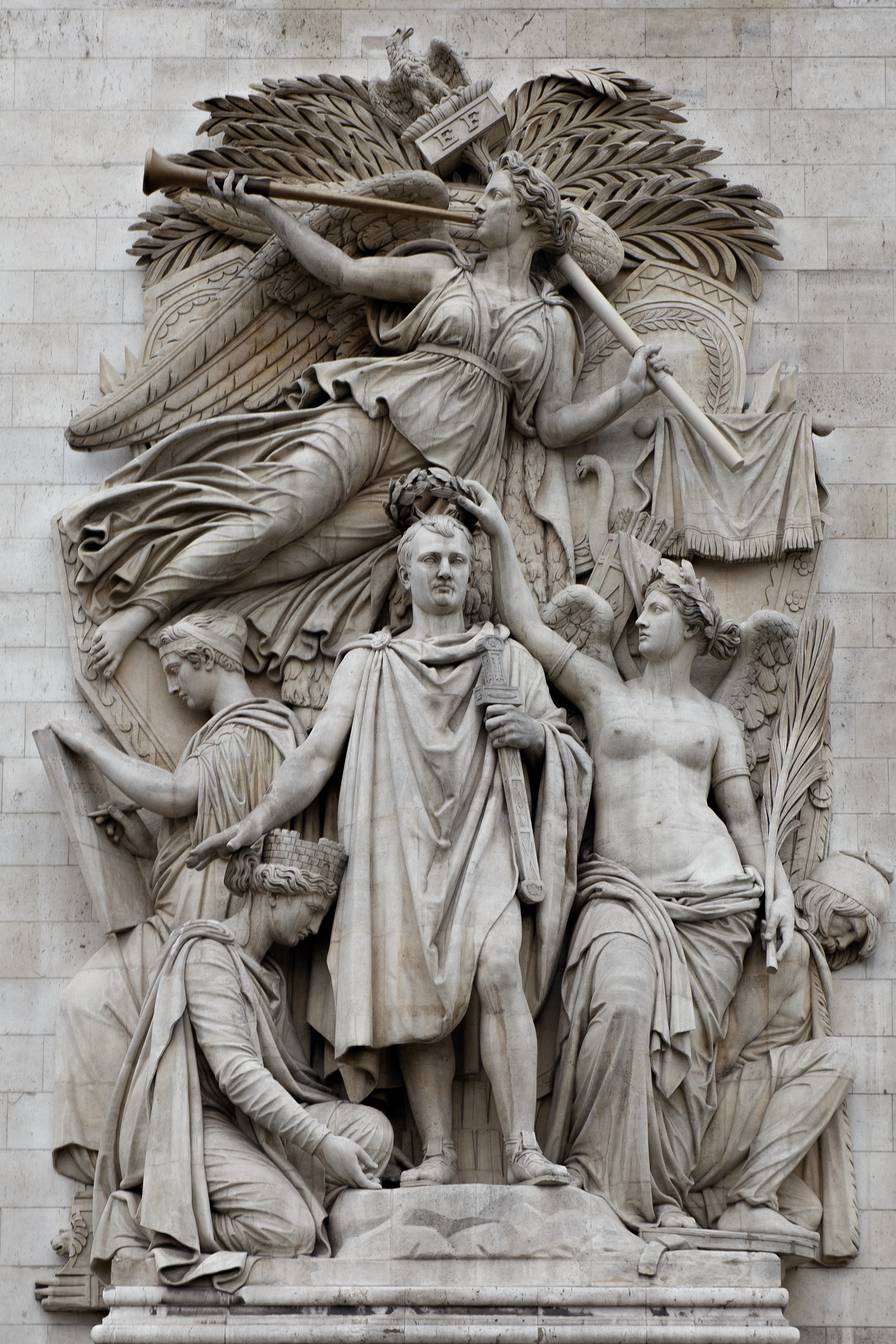
Triumf z 1810 roku, Łuk Triumfalny w Paryżu, 1833
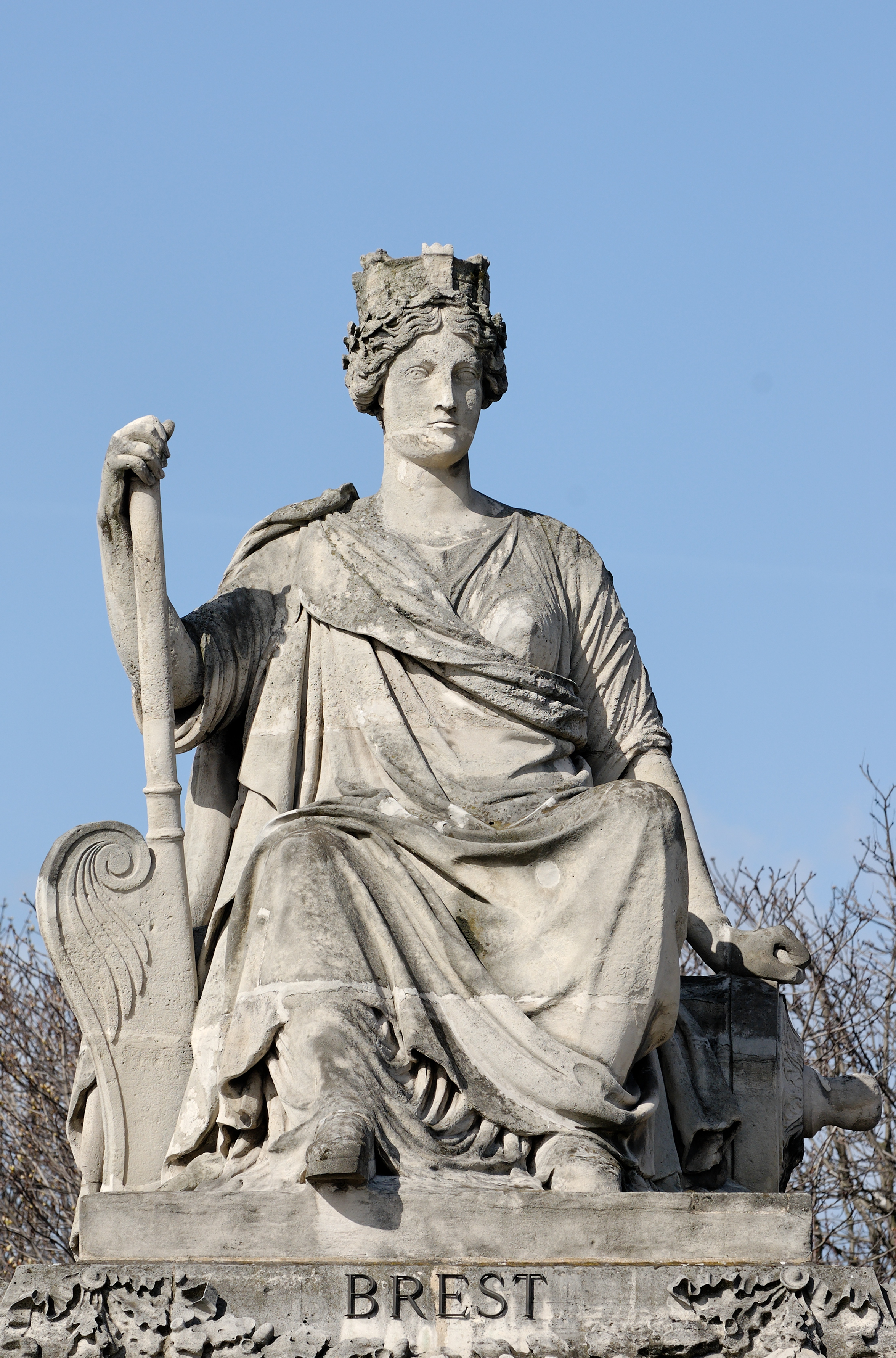
Pomnik Brest, Place de la Concorde w Paryżu, 1836